# 葡萄牙的伊莎貝拉
葡萄牙的伊莎贝拉（英語：Isabella；1503年10月24日—1539年5月1日）是神圣罗马帝国皇后、意大利兼西班牙王后和葡萄牙王國公主。她的丈夫是神圣罗马帝国皇帝查理五世。
伊莎贝拉是葡萄牙国王曼努埃尔一世和王后阿拉贡的玛丽亚的长女，外祖父母是知名的天主教双王：卡斯蒂利亚的伊莎贝拉一世和阿拉贡的斐迪南二世。伊莎贝拉擁有驚人的美貌和政治智慧，使她经常被比擬為賢德女王伊莎贝拉的翻版，因為賢德女王恰恰是以美貌和智慧而名留青史。
她的家庭希望葡萄牙能和西班牙结成联盟，于是伊莎贝拉在1526年3月和表哥查理五世结婚。虽然两人是政治联姻，但查理对美丽的伊莎贝拉却一见钟情。他们的婚姻生活十分和谐，她也先后诞下七名孩子（只有三位活到成年）。1539年，她诞下一名死胎并在两周后因难产逝世。查理在她死后终身只穿黑色衣服以怀念爱妻，並且不再續弦。